# Фетіньї (Фрібур)
Фетіньї (фр. Fétigny) — громада  в Швейцарії в кантоні Фрібур, округ Бруа.

## Географія
Громада розташована на відстані близько 45 км на південний захід від Берна, 18 км на захід від Фрібура.
Фетіньї має площу 4,1 км², з яких на 12,5% дозволяється будівництво (житлове та будівництво доріг), 76,2% використовуються в сільськогосподарських цілях, 9,8% зайнято лісами, 1,5% не є продуктивними (річки, льодовики або гори).

## Демографія
2019 року в громаді мешкало 1068 осіб (+27,9% порівняно з 2010 роком), іноземців було 16%. Густота населення становила 260 осіб/км².
За віковим діапазоном населення розподілялося таким чином: 25% — особи молодші 20 років, 60,5% — особи у віці 20—64 років, 14,5% — особи у віці 65 років та старші. Було 430 помешкань (у середньому 2,5 особи в помешканні).
Із загальної кількості 256 працюючих 20 було зайнятих в первинному секторі, 14 — в обробній промисловості, 222 — в галузі послуг.